# Siglophora sanguinolenta
Siglophora sanguinolenta är en fjärilsart som beskrevs av Moore 1888. Siglophora sanguinolenta ingår i släktet Siglophora och familjen trågspinnare. Inga underarter finns listade i Catalogue of Life.